# スチールラック
スチールラックは、鋼（鉄）製の架（棚）のことで、もっぱら書籍や物品などを収納するためのものがそう呼ばれる。スチール棚ともいう。メタルラックと呼ばれることもあるが、これはアイリスオーヤマの登録商標である。

## 概要
主に図書、ファイル、バインダなどを収納する書架、業務用の物品を収納する物品棚、産業アイテムを収納、保管する産業用ラックがある。
書架・物品棚はJIS S 1039に、産業用ラックはJIS Z 0110に規格を定められており、地震に対する揺れにも、ある程度耐える事ができる強度が確保されている。
ラックの下に鋼製車輪のついた台車と床にレールを埋設、または床上に設置し、1つの通路を共有する事で収納力をアップした移動ラックもある。積載重量によって手動式、ハンドル式、電動式に分かれる。レールを使用しないノンレールタイプもある。